# Trichodactyloidea
Trichodactyloidea is een superfamilie van krabben en omvat de volgende familie:
- Trichodactylidae H. Milne Edwards, 1853